# Tottijärvi

Tottijärvi vapen. Kommunen kan ha fått sitt namn efter Matts Kurcks hund.

Tottijärvi var en kommun i Tavastland och Birkaland 1906–1976. Kommunens areal var ursprungligen ca 50 km², med drygt 1 500 invånare. Tottijärvi var enspråkigt finsk. Den ligger vid Pyhäjärvis sydvästra strand.
Tottijärvi, som varit en kapellförsamling i Vesilax socken, blev en självständig kommun 1906. 1 januari 1976 införlivades kommunen med Nokia stad. Som by i Nokia räknas Tottijärvi ha kring 700 invånare (2008).
Byarna Sorva, Lamminperä, Huhtaa, Pajulahti, Kirkonkylä (kyrkbyn), Joutsijoki, Joenpohja, Myllykylä, Metsäkulma, Tottijärvi Rämsöö, Tolppa, Pohjanloukko räknas höra till Tottijärvi, liksom delar av Palho och Vakkala byar.